# Joseph Buerger
John Joseph Buerger (St. Louis, 19 settembre 1870 – St. Louis, 10 novembre 1951) è stato un canottiere statunitense.
Buerger partecipò ai Giochi olimpici di Saint Louis 1904 con la squadra Western Rowing Club nella gara di due senza, in cui conquistò la medaglia di bronzo. Il suo compagno di coppia fu John Joachim.

## Palmarès
In carriera ha conseguito i seguenti risultati:
- Giochi olimpici

St. Louis 1904: bronzo nel due senza.